# The Hard Times of RJ Berger
The Hard Times of RJ Berger ist eine US-amerikanische Comedyserie, die ihre Premiere am 6. Juni 2010 hatte. Die Idee zur Serie stammt von David Katzenberg und Seth Grahame-Smith. Produziert wird die Serie vom Musiksender MTV, welcher auch die Ausstrahlungsrechte in den meisten Ländern hält. Protagonist ist der von minderem Selbstbewusstsein geplagte Teenager RJ Berger.

## Handlung
Die Serie handelt vom Schüler RJ Berger, dem chronischen „Loser“, der alles andere als ein Frauenheld ist. Seine einzigen Freunde auf der Highschool sind der von dem Traum der Beliebtheit besessene Miles Jenner sowie die sexsüchtige Lily Miran. RJ führt ein tristes Leben und bezeichnet sich selbst immer wieder als „blasses, merkwürdiges Wesen“ und wird vor allem vom Basketballspieler und Mädchenschwarm Max Owens, dem arroganten und selbstverliebten Schülersprecher der Schule, getriezt. Dieses Leben nimmt jedoch eine plötzliche Wendung, als RJ bei einem Basketballspiel die Hose runterrutscht und der Großteil der Schülerschaft RJs „nicht ganz so kleines Geheimnis“ sieht, seinen riesigen Penis. Durch diesen unverhofften Ruhm wird auf einmal RJs Schwarm und (zu Anfang der Serie) Freundin von Max Owens, Jenny Swanson, auf ihn aufmerksam. Im Laufe der Serie wird RJ immer selbstbewusster und versucht, seine „Berühmtheit“ für sich arbeiten zu lassen. In der vorletzten Folge der ersten Staffel wird Lily von einem Bus angefahren, welcher nach Aussage des Busfahrers „keine Bremsen“ mehr hat. Sie wird schwer verletzt und fällt in ein Koma. Aus diesem Koma erwacht sie für eine kurze Zeit am Abend des Abschlussballs, welcher das Staffelfinale darstellt, da RJ ihr versprochen hatte, sie am selbigen Abend zu entjungfern, und dieses Versprechen trotz Lilys Verletzungen in die Tat umsetzen will. Die beiden schlafen miteinander und die Staffel endet damit, dass RJ das Krankenhaus mit den Worten „Mein Name ist RJ Berger und ich hab eben das Richtige getan“ verlässt. Währenddessen hört Lilys Herz auf zu schlagen und die Ärzte eilen zu ihr, um sie wiederzubeleben.

## Entstehung
| Figur                     | Darsteller       | Deutscher Sprecher |
| ------------------------- | ---------------- | ------------------ |
| Richard „RJ“ Berger       | Paul Iacono      | Carsten Otto       |
| Miles Jenner              | Jareb Dauplaise  | Nico Sablik        |
| Lily Miran                | Kara Taitz       | Magdalena Turba    |
| Jenny Swanson             | Amber Lancaster  | Kaya Marie Möller  |
| Max Owens                 | Jayson Blair     | Tim Knauer         |
| Coach Sinclair            | Marlon Young     | Martin Keßler      |
| Suzanne Berger            | Beth Littleford  | Andrea Aust        |
| Amy (ab Ep. 17)           | Caitlin Crosby   |                    |
| Rick Berger               | Larry Poindexter | Frank Röth         |
| Claire Sengupta (Ep. 6–7) | Noureen DeWulf   | Maria Koschny      |

Die Serie basiert auf dem Kurzfilm The Tale of RJ, Regisseur war David Katzenberg und produziert wurde er von Seth Grahame-Smith. In diesem Kurzfilm wird RJ von Christopher Mintz-Plasse gespielt, welcher auch schon in Superbad und Vorbilder?! dramaturgische Losertypen dargestellt hat.  Obwohl Jareb Dauplaise, Kara Taitz und Amber Lancaster über 30 Jahre alt sind, spielen sie in der Serie 16-Jährige. Jede Episode der ersten Staffel wurde in nur dreieinhalb Tagen gedreht. Szenen (vor allem Rückblicke), die zu schwer darzustellen waren, wurden in Zeichentrick gezeigt.

## Ausstrahlung
The Hard Times of RJ Berger wurde für den amerikanischen Sender MTV produziert. Dort begann die Ausstrahlung der ersten Staffel am Sonntag, den 6. Juni 2010. Die Serienpremiere erfolgte im Anschluss an die MTV Movie Awards 2010, um von deren hohen Zuschauerinteresse zu profitieren. Der Serienpilot wurde am folgenden Montag wiederholt, auf dem gleichen Sendeplatz am Montagabend liefen die restlichen Episoden der ersten Staffel bis zum 23. August. Bereits Anfang August wurde die Verlängerung der Serie für eine zweite Staffel bekannt gegeben. Die zweite Staffel wurde zwischen dem 24. März und 30. Mai 2011 in den USA wiederum bei MTV gezeigt. Am 11. August 2011 wurde bekannt, dass die Serie nach der zweiten Staffel nicht fortgeführt wird.
In Deutschland wird die Serie The Hard Times of RJ Berger im Pay-TV bei MTV Deutschland und im Free-TV bei VIVA gezeigt, die zur selben Unternehmensfamilie gehören wie das amerikanische MTV. Die deutsche Serienpremiere erfolgte am 22. August 2010 bei MTV Deutschland. Dort lief die Staffel bis zum 31. Oktober 2010. Die zweite Staffel wurde bei MTV ab dem 21. August 2011 gezeigt, während sie im Free-TV bei VIVA ab dem 22. September 2011 zu sehen war. Beim Online-Dienst iTunes, sowie der Online-Videothek Maxdome erschien jede Episode in der deutschen Fassung drei Tage früher.

## Episodenliste

### Staffel 1
| Nr. (ges.) | Nr. (St.) | Deutscher Titel              | Originaltitel                | Erstausstrahlung USA | Deutschsprachige Erstausstrahlung (D) |
| ---------- | --------- | ---------------------------- | ---------------------------- | -------------------- | ------------------------------------- |
| 1          | 1         | Pilot                        | Pilot                        | 6. Juni 2010         | 22. Aug. 2010                         |
| 2          | 2         | Yes we can’t                 | Yes we can’t                 | 14. Juni 2010        | 22. Aug. 2010                         |
| 3          | 3         | The Berger Cometh            | The Berger Cometh            | 21. Juni 2010        | 29. Aug. 2010                         |
| 4          | 4         | Here’s to you, Mrs. Robbins  | Here’s to you, Mrs. Robbins  | 28. Juni 2010        | 5. Sep. 2010                          |
| 5          | 5         | The Rebound                  | The Rebound                  | 5. Juli 2010         | 12. Sep. 2010                         |
| 6          | 6         | Over the Rainblow            | Over the Rainblow            | 12. Juli 2010        | 19. Sep. 2010                         |
| 7          | 7         | Tell and Kiss                | Tell and Kiss                | 19. Juli 2010        | 26. Sep. 2010                         |
| 8          | 8         | Nerds Gone Wild              | Nerds Gone Wild              | 26. Juli 2010        | 3. Okt. 2010                          |
| 9          | 9         | It’s all about the Hamiltons | It’s all about the Hamiltons | 2. Aug. 2010         | 10. Okt. 2010                         |
| 10         | 10        | Behind Enemy Lines           | Behind Enemy Lines           | 9. Aug. 2010         | 17. Okt. 2010                         |
| 11         | 11        | Lily Pad                     | Lily Pad                     | 16. Aug. 2010        | 24. Okt. 2010                         |
| 12         | 12        | The Right Thing              | The Right Thing              | 23. Aug. 2010        | 31. Okt. 2010                         |

### Staffel 2
| Nr. (ges.) | Nr. (St.) | Deutscher Titel     | Originaltitel       | Erstausstrahlung USA | Deutschsprachige Erstausstrahlung (D) |
| ---------- | --------- | ------------------- | ------------------- | -------------------- | ------------------------------------- |
| 13         | 1         | RJ’s Choice         | RJ’s Choice         | 25. März 2011        | 28. Aug. 2011                         |
| 14         | 2         | Cousin Vinny        | Cousin Vinny        | 28. März 2011        | 4. Sep. 2011                          |
| 15         | 3         | The Lock-In         | The Lock-In         | 4. Apr. 2011         | 11. Sep. 2011                         |
| 16         | 4         | Ugly Jenny          | Ugly Jenny          | 11. Apr. 2011        | 18. Sep. 2011                         |
| 17         | 5         | Deadliest Crotch    | Deadliest Crotch    | 18. Apr. 2011        | 25. Sep. 2011                         |
| 18         | 6         | Saving Dick         | Saving Dick         | 25. Apr. 2011        | 2. Okt. 2011                          |
| 19         | 7         | You, Me And Weezer  | You, Me and Weezer  | 2. Mai 2011          | 9. Okt. 2011                          |
| 20         | 8         | Give Me a P         | Give Me a P         | 9. Mai 2011          | 16. Okt. 2011                         |
| 21         | 9         | Hunkeez             | Hunkeez             | 16. Mai 2011         | 23. Okt. 2011                         |
| 22         | 10        | Sex. Teen. Candles. | Sex. Teen. Candles. | 23. Mai 2011         | 30. Okt. 2011                         |
| 23         | 11        | Steamy Surprise     | Steamy Surprise     | 30. Mai 2011         | 6. Nov. 2011                          |
| 24         | 12        | The Better Man      | The Better Man      | 30. Mai 2011         | 13. Nov. 2011                         |

## Kritik
Die Serie erhielt oft sehr vernichtende Kritiken. So schrieb Ken Tucker vom US-amerikanischen Fernsehmagazin Entertainment Weekly:

„The new show was a mixture of attention-getting, badly-phrased crudity, cheap racism, and contempt for anyone in front of the camera. Berger’s friends are just horny idiots; his parents lascivious lushes.“

„Diese Show war eine Mischung aus Aufmerksamkeit erregender, schlecht formulierter Rohheit, billigem Rassismus und Verachtung für alle, die vor der Kamera standen. Bergers Freunde sind einfach nur geile Idioten, seine Eltern lüsterne Schwachköpfe.“